# David Berman (músico)
David Cloud Berman —nacido David Craig Berman—; (Williamsburg, Virginia, 4 de enero de 1967-Brooklyn, 7 de agosto de 2019) fue un músico, cantante, poeta y humorista gráfico estadounidense, conocido por ser componente de la banda de indie-rock Silver Jews. Aunque inicialmente Silver Jews fue concebida como una banda de estudio terminaría dando conciertos con regularidad desde 2005 hasta 2009. En enero de 2009 Berman anunció su retirada de la música con la esperanza de encontrar una manera significativa de compensar los daños que su padre Richard Berman (un cabildero y ejecutivo de relaciones públicas de las industrias del alcohol y las armas) había traído a la sociedad.
Además de los seis discos de estudio que llevó a cabo con Silver Jews Berman es también autor de dos libros: Actual Air (1999) y The Portable February (2009). A principios de 2019, Berman regresó a la escena musical con su nueva banda Purple Mountains, produciendo el álbum de debut epónimo en julio de 2019, el cual sería su último proyecto musical antes de su muerte el 7 de agosto de 2019.

## Biografía

### Comienzos
David Berman nació el 4 de enero de 1967, en Williamsburg, Virginia. Su padre fue Richard Berman, un cabildero representante de las industrias de las armas y del alcohol entre otras. David asistió al instituto Greenhill School en Addison, Texas, antes de matricularse en la Universidad de Virginia. Durante el tiempo que vivió en Charlottesville, Virginia, Berman comenzó a escribir y a interpretar sus propias canciones (a menudo las dejaba grabadas en los contestadores de teléfono de sus amigos) con su banda embrionaria, Ectoslavia, formada inicialmente con sus compañeros de la UVA Stephen Malkmus y Bob Nastanovich.

### Bandas
Tras graduarse en la Universidad de Virginia, el trío se trasladó a Hoboken, New Jersey, donde compartieron apartamento y pasaron a llamarse Silver Jews grabando cintas cacofónicas en el salón de su casa. Durante este tiempo Berman era guardia de seguridad en el Whitney Museum of American Art de Nueva York. Este trabajo influyó artísticamente sobre él. El propio Berman hablaba de esta época en los siguientes términos: "Trabajábamos en el Whitney con todo ese arte conceptual, y estábamos aprendiendo sobre ello… y pensé, 'Bien, hagamos este disco que parece un disco y tiene títulos de canciones y todo, pero las canciones serían las que hacemos en casa y suenan horrible' ".
Antes de trasladarse a Hoboken, Malkmus había fundado otra banda, Pavement, con su amigo de la infancia Scott Kannberg. A medida que Pavement creció en reconocimiento y visibilidad también lo hizo la idea de que Silver Jews era un "proyecto paralelo a Pavement" a pesar de que Berman escribía, cantaba, tocaba la guitarra y lideraba la banda, y de que, por supuesto, Silver Jews precedió a Pavement. En las grabaciones iniciales de la banda Berman trató de proteger la individualidad de los Jews acreditando bajo alias tanto a  Malkmus como a Nastanovich hasta que el público descubrió quién se ocultaba bajo los seudónimos "Hazel Figurine" y "Bobby N."
Trascurrido poco tiempo tras el éxito del disco de debut de Pavement, Slanted and Enchanted (el cual recibió ese nombre a partir de una tira cómica de Berman), Dan Koretzky, fundador del sello indie de Chicago Drag City, conoció a Berman en un concierto de Pavement. Tras escuchar las cintas de los Jews Koretzky se ofreció a lanzarlos. Tanto en su primer single y EP con el sello en 1992 "Dime Map of the Reef" como en la producción de 1993 The Arizona Record, el grupo fue fiel a su estética ultra lo-fi grabando la mayoría de los temas de ambos discos en un Walkman.
Tras el lanzamiento de los EP, Berman se matriculó en un curso de escritura en la Universidad de Massachusetts Amherst donde conoció a otros miembros de bandas locales afines a su visión artística como los grupos de indie-rock/alt-country híbrido Scud Mountain Boys y New Radiant Storm King. El hecho de tener que realizar textos para la universidad hizo que Berman se dedicara también a la escritura de canciones; gracia a esto enseguida produjo material suficiente para un álbum, el que sería lanzado en 1994 como Starlite Walker. Este reunió a Berman con Malkmus y Nastanovich (esta vez con sus nombres verdaderos en los créditos) en los estudios Easley Recording dando como resultado un disco capaz de recoger el noise-rock country culto y poético de los Silver Jews.

### 1996-2008
En paralelo a la escritura y a las colaboraciones con otros artistas como War Comet, Berman grabó el segundo álbum de los Jews, The Natural Bridge, durante el verano de 1996 con miembros de New Radiant Storm King y el artista/productor de Drag City Rian Murphy. Inicialmente Berman había planeado la grabación de dicho álbum junto a Malkmus, Nastanovich y Scud Mountain Boys, pero ambas sesiones fueron descartadas a los pocos días. The Natural Bridge continuó mejorando el sonido de Silver Jews y puso en primer plano tanto la riqueza de los versos abstractos de Berman como la brillantez de su voz. En 1998 Malkmus volvió para grabar American Water. Para los Jews, el esfuerzo de acoplar la voz y la guitarra de Malkmus con la voz de Berman supuso uno de los desafíos más grandes de toda su trayectoria.
En 1999 Open City Books publica la primera colección de poemas de Berman, Actual Air. En 2001 Silver Jews vuelven con el disco Bright Flight y el EP Tennessee, en el cual aparece la mujer de Berman, Cassie Berman, en algunas de las canciones.
A principios de 2003 la compañía de teatro Infernal Bridegroom Productions con sede en Houston, Texas, produjo una versión dramatizada de Actual Air, seleccionando algunos de los poemas del libro de Berman así como  tres versiones en directo de canciones de Silver Jews con la aprobación del propio Berman.
Tras el lanzamiento de Tennessee en 2001 Berman atravesó un período de depresión y drogodependencia. En 2003 intentó suicidarse utilizando una combinación de crack, alcohol y Xanax. Posteriormente calificaría este período de "inmensa bendición", ya que, tras él, se involucraría profundamente en la práctica del judaísmo.
En 2005 Berman volvió a juntar a los Silver Jews —con una formación que incluía a su mujer, Malkmus, Nastanovich, Will Oldham, y Azita Youseffi entre muchos otros— para un nuevo disco. Grabado en Nashville, Tanglewood Numbers evitó por los pelos su destrucción durante el incendio de origen eléctrico que devoró el histórico estudio de grabación de Memphis Easley-McCain, donde se suponía que iba a ser masterizado. Finalmente el álbum sería lanzado por Drag City ese mismo otoño.
En 2005 Berman sorprendió a sus fanes con el anuncio de la primera gira en directo del grupo.

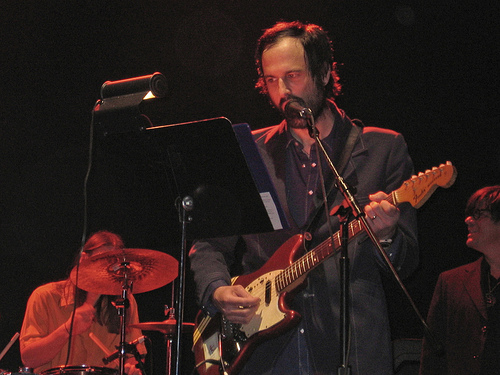
Berman Actuando con Silver Jews en Webster Hall en 2006

Aunque siempre fue reticente a las actuaciones en directo como músico, de vez en cuando hizo lecturas en vivo de sus poemas y relatos cortos tanto en Estados Unidos como en Reino Unido. Sus logradas y características letras han sido comparadas con las del mismísimo Bob Dylan, y su poesía era conocida tanto por acercarse a aspectos ignorados de la vida cotidiana como por el efecto cómico que producían con frecuencia sus yuxtaposiciones.
El sexto álbum de estudio de Silver Jews, Lookout Mountain, Lookout Sea, fue lanzado el 17 de junio de 2008. Fue grabado en Marble Valley (band) en Lexington, Virginia y en Lake Fever Productions en Nashville, Tennessee. Tras él siguió una gira por América. Previamente, el grupo había girado por Reino Unido e Irlanda.

### Pausa en su carrera musical: 2009-2017
El 22 de enero de 2009 Berman anunció a través del foro oficial del sello Drag City su retirada del mundo de la música junto con un concierto final en las Cumberland Caverns en McMinnville, Tennessee, el 31 de enero de 2009. Dichas cuevas están situadas a una profundidad de 333 pies bajo tierra (101.5 metros), y solo se pusieron 300 entradas a la venta. El concierto iba a ser retransmitido por la célebre emisora de Nashville WSM AM, con la intención de que estuviera disponible en streaming en la propia web de esta, pero Berman canceló a última hora el trato al que había llegado para llevar a cabo la retransmisión. Berman anunció que tocaría sus quince canciones favoritas de los Silver Jews. También escribió que su intención era pasar de ser un escritor de canciones a "guionista o periodista de investigación." 
En el mismo día escribió otro mensaje revelando que era hijo del cabildero Richard Berman. Los dos habían roto su relación en 2006, cuando David reclamó a su padre que dejara su trabajo apoyando las armas, el alcohol, el ataque a los sindicatos o su participación en empresas similares, bajo la amenaza de cortar toda relación con él. Richard rehusó el ofrecimiento y desde entonces no volvieron a hablarse. En el mismo mensaje David calificaba a su padre de "demonio," "explotador,"  "sinvergüenza," y "un mundialmente famoso hijo de puta."  Berman terminaba su mensaje diciendo, "soy el hijo de un demonio venido para reparar los daños hechos por él."
En 2010 Berman habló en la Open City Summer Writer's Conference contando sus problemas con el libro que estaba tratando de escribir sobre su padre. También reveló el interés de la cadena de televisión HBO por hacer una serie de TV con capítulos de una hora de duración a partir de este. Con todo listo para comenzar la grabación de los episodios Berman canceló el proyecto argumentando que no quería glamourizar a su padre.
En enero de 2011 lanzó su blog, Menthol Mountains, en el cual colgaba poesía y ensayos así como fragmentos de obras literarias, fotografías y collages.
Berman ha colaborado con The Avalanches en dos canciones: en 2012 en "A Cowboy Overflow of the Heart" y en "Saturday Night Inside Out", incluida en el disco del año 2016 Wildflower.

### Purple Mountains y regreso a las grabaciones: 2018-2019
Berman volvió a la música en 2018, coproduciendo el aclamado álbum de Yonatan Gat Universalists. En mayo de 2019 Berman lanzó su primera canción tras una década de silencio, el sencillo titulado "All My Happiness Is Gone", bajo el apodo de Purple Mountains. El disco homónimo de debut fue lanzado en julio de 2019, estando prevista una gira de presentación en el momento de su muerte el 7 de agosto de 2019.

## Vida privada
En el momento de su muerte Berman vivía en Chicago, Illinois. Estaba separado de su mujer Cassie Berman, aunque los dos poseían una casa en común en Nashville, Tennesee.
Tras la muerte de su amigo Dave Cloud en 2015, Berman cambió su segundo nombre de Craig a Cloud en su honor.
En 2019, Berman reveló  que había acumulado una deuda que rondaba los 100 000 dólares repartidos entre su tarjeta de crédito y diversos préstamos, lo cual tenía presente de forma constante y lo "consumía por la preocupación".

### Problemas con las drogas
Berman fue consumidor habitual de varios tipos de drogas a lo largo de su vida. Durante los primeros 2000, en especial, consumía crack, heroína y metanfetamina. Tuvo dos sobredosis inintencionadas, incluyendo una en Manhattan tras la fiesta de presentación del disco Bright Flight.
El 19 de noviembre de 2003 intentó suicidarse tomando 300 pastillas de Xanax combinadas con crack. Un año después de este incidente entró en la clínica de rehabilitación de la Fundación Hazelden.
En una entrevista de 2019, preguntado por su sobriedad, respondió "Solamente estuve sobrio al 100 % durante la grabación de Tanglewood Numbers. Salir de gira me convertía en un fumador habitual de maría. Esta era la única manera en la que podía protegerme a mí mismo del barullo, y, al mismo tiempo, soportar el aburrimiento. Fui fumador habitual entre 2006 y 2009." En la misma entrevista destacaría que el alcohol nunca le llamó demasiado la atención.

## Muerte
Berman murió el 7 de agosto de 2019. El sello musical Drag City confirmó su fallecimiento. Dicho sello no reveló inmediatamente la causa de dicha muerte.

## Discografía
Silver Jews
- Starlite Walker (1994) LP/CD
- The Natural Bridge (1996) LP/CD
- American Water (1998) LP/CD
- Bright Flight (2001) LP/CD
- Tanglewood Numbers (2005) LP/CD
- Lookout Mountain, Lookout Sea (2008) LP/CD

Purple Mountains
- Purple Mountains (2019) #elepé/CD/Mp3/ Casete/FLAC[27][28]